# هيلين إف. جيمس
هيلين إف. جيمس (بالإنجليزية: Helen Frances James)‏ هي عالمة طيور وعالمة حيوانات أمريكية، ولدت في 22 مايو 1956 في هت سبرينغز في الولايات المتحدة.